# Rolf Fåhræus
Rolf John Fredrik Fåhræus, född 5 juli 1905 i Stockholm, död 2 mars 1989 i Västerås, var en svensk läkare. Han var son till Rudolf Fåhræus och sonson till Fredrik Edvard Fåhræus.
Efter studentexamen 1924 blev Fåhræus medicine kandidat 1927, medicine licentiat 1932, och medicine doktor 1946 på avhandlingen Sulfatiazolbehandling i puerperiet. Han innehade olika läkarförordnanden 1932–1937, blev förste underläkare vid kirurgiska avdelningen på Sankt Eriks sjukhus 1938, andre underläkare vid kvinnokliniken på Karolinska sjukhuset 1940, förste underläkare 1942, biträdande läkare vid gynekologiska polikliniken på Serafimerlasarettet 1945, tf. överläkare vid barnbördshusavdelningen på Sankt Eriks sjukhus 1946, biträdande lasarettsläkare på Sabbatsbergs sjukhus 1947 och överläkare vid kvinnokliniken på Västerås lasarett från 1948.  Han författade skrifter i gynekologi och obstetrik.
Rolf Fåhræus är begravd på Norra begravningsplatsen utanför Stockholm.